# Nationale 1 2001-2002 (hockey su pista)
Il Nationale 1 2001-2002 è stata l'86ª edizione del torneo di primo livello del campionato francese di hockey su pista; fu disputato dal 13 ottobre 2001 al 1º giugno 2002.
Il titolo fu conquistato dal Quévert, al suo quinto titolo.

## Stagione

### Formula
Il Nationale 1 2001-2002 vide ai nastri di partenza dodici club; la manifestazione fu organizzata con un girone all'italiana, con gare di andata e ritorno per un totale di ventidue giornate: erano assegnati tre punti per l'incontro vinto, due punti a testa per l'incontro pareggiato e uno per la sconfitta. Al termine della stagione regolare la vincitrice venne proclamata campione di Francia. Le squadre classificate dall'undicesimo al dodicesimo posto retrocedettero direttamente in Nationale 2, il secondo livello del campionato.

## Classifica finale
|                    | Pos. | Squadra         | Pt | G  | V  | N | P  | GF  | GS  | DR  |
| ------------------ | ---- | --------------- | -- | -- | -- | - | -- | --- | --- | --- |
| Francia (bandiera) | 1.   | Quévert         | 59 | 22 | 16 | 5 | 1  | 115 | 46  | +69 |
|                    | 2.   | SCRA Saint-Omer | 58 | 22 | 17 | 2 | 3  | 113 | 52  | +61 |
|                    | 3.   | Nantes          | 56 | 22 | 15 | 4 | 3  | 102 | 59  | +43 |
|                    | 4.   | La Vendéenne    | 54 | 22 | 13 | 6 | 3  | 86  | 56  | +30 |
|                    | 5.   | Mérignac        | 45 | 22 | 11 | 1 | 10 | 104 | 87  | +17 |
|                    | 6.   | Gazinet-Cestas  | 43 | 22 | 9  | 3 | 10 | 99  | 113 | -14 |
|                    | 7.   | Coutras         | 42 | 22 | 7  | 6 | 9  | 85  | 87  | -2  |
|                    | 8.   | Gujan-Mestras   | 41 | 22 | 7  | 5 | 10 | 66  | 93  | -27 |
|                    | 9.   | Noisy-le-Grand  | 38 | 22 | 7  | 2 | 13 | 64  | 97  | -33 |
|                    | 10.  | Saint-Brieuc    | 36 | 22 | 6  | 2 | 14 | 72  | 102 | -30 |
|                    | 11.  | Roubaix         | 29 | 22 | 3  | 1 | 18 | 55  | 130 | -75 |
|                    | 12.  | Vaulx-en-Velin  | 27 | 22 | 2  | 1 | 19 | 62  | 101 | -39 |

Legenda:
      Campione di Francia e ammessa alla CERH Champions League 2002-2003.
      Ammesse alla CERH Champions League 2002-2003.
      Ammesse alla Coppa CERS 2002-2003.
      Retrocesse in Nationale 2 2002-2003.
Note:
Tre punti a vittoria, due a pareggio, uno a sconfitta.